# Руцнер, Ана
Ана Руцнер (хорв. Ana Rucner; 12 февраля 1983 году, Загреб, Югославия) — хорватская виолончелистка. Известна тем, что экспериментирует с классической музыкой, добавляя в её звучание элементы современной и фолк-музыки.

## Биография

### Семья
Ана Руцнер родилась в музыкальной семье: её отец, Драган, скрипач, солист оркестра Загребской филармонии, а её мать, Снежана, виолончелистка Хорватского национального театра. У Аны есть брат Марио. Он тоже привил любовь к музыке, так как он скрипач. В 1998 году её родители основали музыкальный проект под названием Rucner Strings Quarter, в который вошли все члены семьи Руцнер.

### Музыкальное образование
По словам Аны, её музыкальный вкус сформировался благодаря родителям. В семь лет она начала учиться в музыкальной школе имени Е. Вашича.
Высшее образование Руцнер получила в Музыкальной Академии при Загребском университете (Загреб). После её окончания она стала профессором игры на виолончели. В этот период, по совету преподавателей, рекомендовавших ей получить опыт выступления на сцене, она принимает участие во многих музыкальных фестивалях и конкурсах.

### Карьера
В 1993—2003 годах Ана Руцнер работала виолончелисткой в Мариборском филармоническом оркестре.
Ещё в школьные годы Ана и её подруга, Адрияна Сосер, основали музыкальный дуэт. Они давали концерты по всему средиземноморскому побережью. В 2008 году Ана, благодаря её оригинальной манере игры на виолончели, стала «свободным артистом» Хорватии.

### Евровидение 2016
25 ноября 2015 года боснийская телекомпания, ответственная за участие страны на Евровидении, объявила, что Боснию и Герцеговину на песенном конкурсе Евровидение 2016 будут представлять боснийские певцы Далал Мидхат-Талакич и Дин, а также хорватская виолончелистка Ана Руцнер. Они выступали в первом полуфинале под номером 17, заняли 11-е место со 104 баллами. Оценку «12» певцы получили от чешского профессионального жюри и от хорватских телезрителей.

## Личная жизнь
Ана Руцнер замужем за известным хорватским певцом Владимиром «Владо» Калембером, который представлял Югославию на Евровидении 1984. Калембер старше Аны на 30 лет. Они имеют ребенка.